# Czarnohrońska kolej leśna

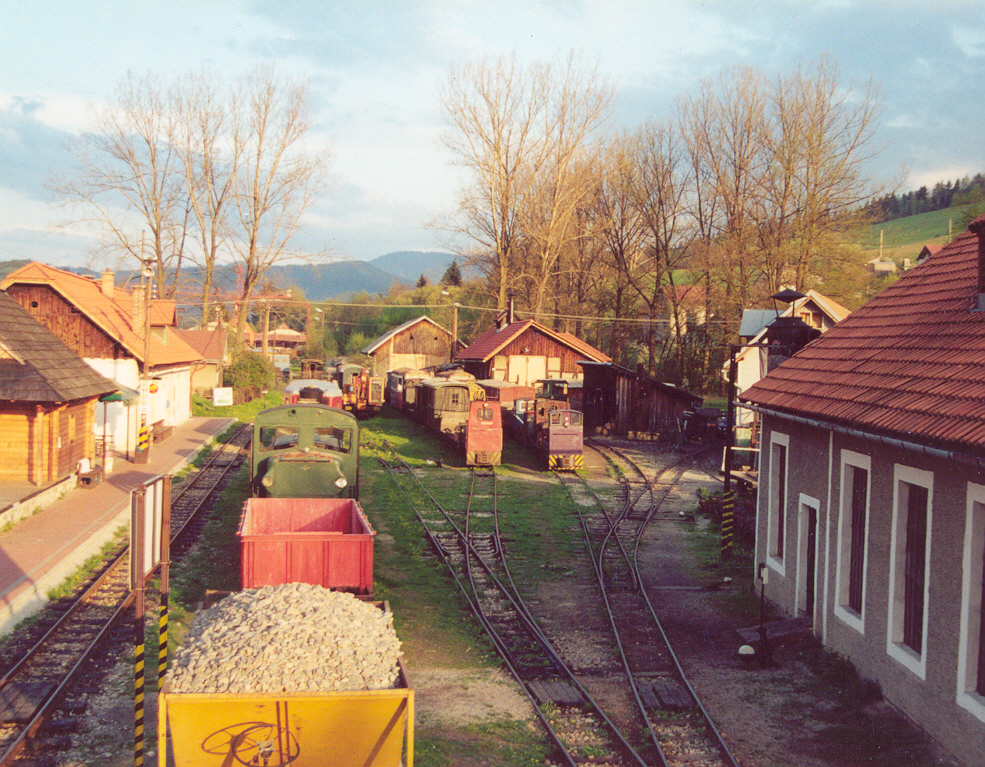
Čierny Balog – stacja wąskotorówki

Czarnohrońska kolej leśna (słow. Čiernohronská železnica) – słowacka wąskotorowa kolej leśna w Rudawach Słowackich, w 1982 r. uznana za narodowy zabytek kultury Czechosłowacji.

## Historia
W 1898 r. dyrektor lasów państwowych w Bańskiej Bystrzycy na zlecenie ministerstwa rolnictwa w Budapeszcie - i zgodnie z jego instrukcjami - rozpoczął opracowywanie uzasadnienia ekonomicznego dla budowy linii kolejowej w lasach doliny Czarnego Hronu, należącej wówczas do Królestwa Węgier. Opracowano łącznie osiem wariantów tras, obejmujących różne połączenia z kolejami MÁV. W jednym z nich rozważano budowę linii normalnotorowej do Čiernego Balogu, jednak ze względu na wysokie koszty opcja ta nie została zrealizowana. Ostatecznie zdecydowano się zachować Podbrezovą jako stację przesiadkową, wykorzystując odcinek już istniejącej linii Podbrezová – Hronec a dopiero w Hroncu podłączyć do niej własną kolej leśną do Čiernego Balogu. Dokumentację sporządzono w 1901 r. i w tym samym roku rozpoczęto wytyczanie trasy oraz prace przygotowawcze. Zastosowano wąski tor o rozstawie szyn 760 mm, typowy dla kolei leśnych, z uwagi na lepsze dopasowanie do ukształtowania terenu i mniejsze koszty budowy. Właściwa budowa pierwszego, głównego odcinka z Hronca do Čiernego Balogu - obecnie czynnego - zaczęła się i zakończyła w 1908 r.. 8 stycznia 1909 rozpoczęto regularną eksploatację linii pomiędzy tartakami w Čiernym Balogu i Hroncu, oficjalnie nadając jej węgierskojęzyczną nazwę Fekete Garamvölgyi Vasút (FGV). Służyła ona głównie do wywozu drewna z okolicznych lasów, lecz 19 lipca 1927 dopuszczono ograniczony ruch pasażerski pomiędzy wsiami Čierny Balog i Hronec. Początkowo jej długość wynosiła 10,4 km, jednak szybko ją rozbudowywano. Pierwszymi pracownikami przy robotach wykonawczych byli okoliczni mieszkańcy, natomiast w czasie I wojny światowej – rosyjscy jeńcy wojenni. W latach 1927–1929 linią tą transportowano po 260 tys. m³ drewna rocznie, a w latach 1953–1955 po 330 tys. m³ drewna rocznie. W połowie XX wieku, w okresie największego rozkwitu kolei czarnohrońskiej, długość jej wszystkich odnóg - rozgałęziających się w okoliczne doliny - wyniosła 131,98 km. Na kolei pracowało siedem parowozów, a następnie także trzy lokomotywy spalinowe RABA. W czasie słowackiego powstania narodowego pociągi dowoziły walczącym prowiant i amunicję.
Po 1945 r. znaczenie kolei zaczęło spadać na skutek postępującego rozwoju transportu samochodowego. W 1962 r. zawieszono przewozy pasażerskie. W latach 60. i 70. stopniowo likwidowano kolejne linie wąskotorówki, aż wreszcie 31 grudnia 1982 całkowicie wstrzymano ruch na istniejących jeszcze 36 km. Była to ostatnia zamknięta kolej leśna Słowackiej Republiki Socjalistycznej. Całe wyposażenie, tabor i tory miały zostać zezłomowane do 1985 r., jednak jeszcze w 1982 r. dzięki poparciu społecznemu, linię wpisano na listę zabytków (národná kultúrna pamiatka).
W ciągu następnej dekady trwały społeczne prace rekonstrukcyjne i zachowawcze, między innymi w oparciu o letnie obozy wolonatariuszy. 1 maja 1992 pierwszy pociąg z turystami uroczyście ruszył na 4-kilometrową trasę ze stacji Čierny Balog do doliny Vydrovskiej. W 1995 r. kolej miała dwa czynne parowozy i prowadziła przewozy rozkładowe w sezonie od maja do września, poza tym pociągi specjalne na zamówienie. W 1993 r. reaktywowano odcinek Čierny Balog – Hronec, w 2003 r. odcinek Hronec – Chvatimech (2 km), a 30 kwietnia 2012 odcinek Čierny Balog – Dobroč (kolejne 4 km). W 2016 r. całkowita długość kolejki wynosiła 17 km.
Kolej jest atrakcją turystyczną – w 2011 r. przewiozła około 60 tys. pasażerów. Znalazła się też na liście siedmiu cudów kraju bańskobystrzyckiego. Kolej przebiega m.in. przez boisko piłkarskie w Čiernym Balogu, co uczyniło ten obiekt sławnym. W 2022 r. część torowiska na formalnie zlikwidowanej w latach 80. trasie Čierny Balog – Dobroč została zakupiona przez firmę deweloperską z zamiarem budowy osiedla mieszkaniowego, pomimo uznania tego odcinka jako zabytku i utrzymywania na nim ruchu turystycznego. Po decyzji Sądu Rejonowego w Breźnie, który wydał nakaz usunięcia przeszkód na trasie przez dewelopera, 24 sierpnia 2023 pociągi wróciły na trasę do stacji Dobroč. Według stanu na 2024 r., kolej kursuje regularnie tylko na trzech trasach z Čiernego Balogu do Dobroci (4 km), doliny Vydrovskiej (4 km) i Šánskego (5 km), natomiast z uwagi na zużycie toru na trasie Šánske – Chvatimech kursują wyłącznie pociągi robocze i specjalne, a także drezyny rowerowe.
Główna stacja znajduje się we wsi Čierny Balog, na której funkcjonuje również niewielkie muzeum oraz wystawa taboru. W dolinie Vydrovskiej można natomiast zwiedzać leśny skansen - oprócz zabytkowych wagonów, dla turystów utworzono ścieżkę dydaktyczną wzdłuż drogi, przy której prezentuje się maszyny używane w przeszłości w czasie prac leśnych - m.in. śmigłowiec Mi-2 oraz samochody ciężarowe (np. Tatra 148).